# スナネズミ

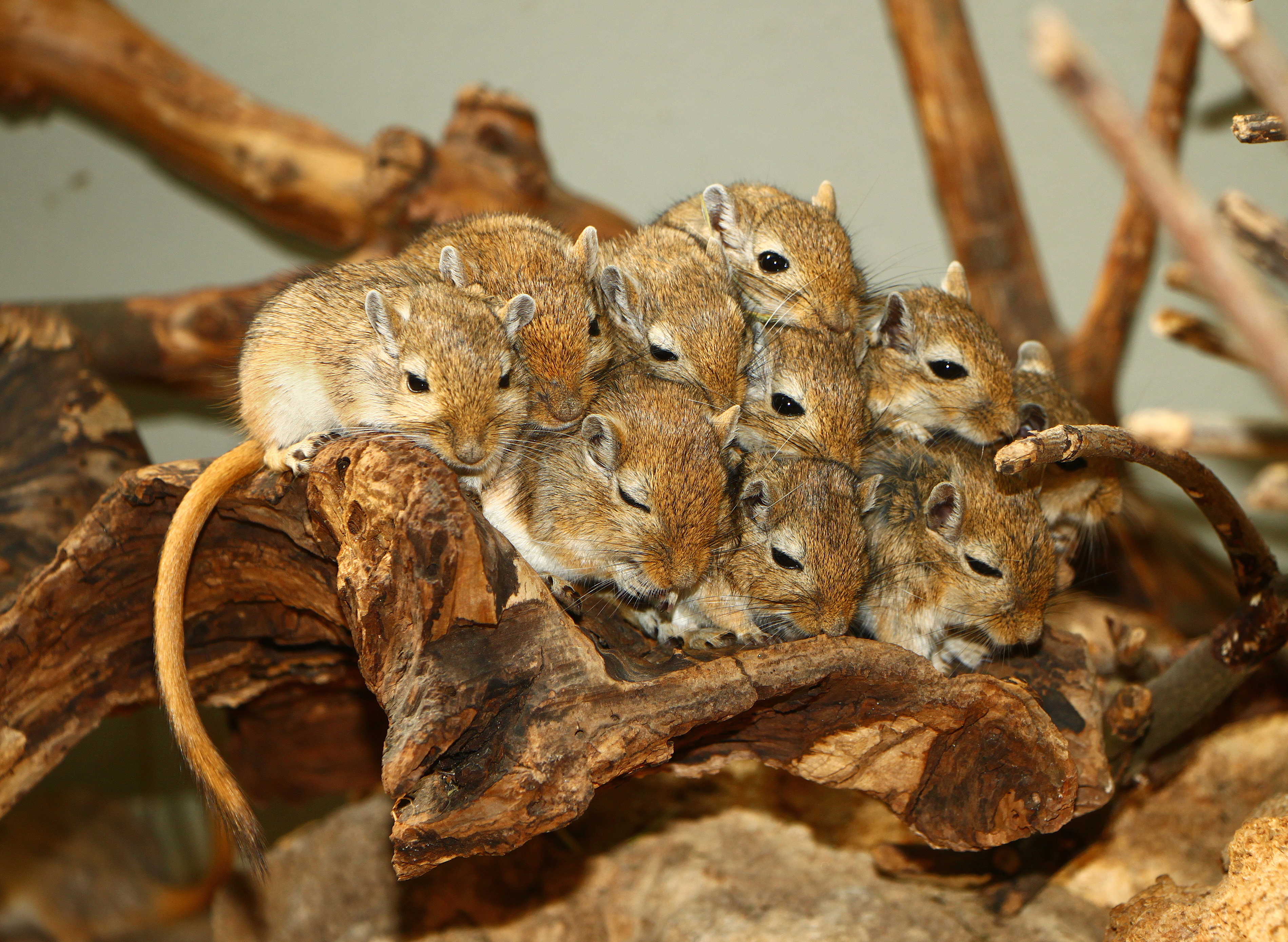
スナネズミのグループ
（ドイツ・シュトゥットガルトのヴィルヘルマ動植物園）

スナネズミ（砂鼠、Meriones unguiculatus）は、ネズミ科スナネズミ属に分類されるネズミである。

## 分布
中華人民共和国北東部、モンゴル国、ロシア南東部

## 形態
体長9.5–18 cm。尾長10–19 cm。体重50–60 g。
この種は、天敵が少ない土地が原産のため、昼行性である。ただし、日中の最も暑い時間帯と夜間の最も冷える時間帯は巣に戻り、活動を停止する。また、雑食で、個体により飼料等への嗜好が異なる。
ペット種は、戦後にアメリカの研究者が持ち帰った数匹から始まったとされる。ただし、日本では、日中戦争時に研究用に捕獲された個体の子孫もまれに存在するとされる。積極的に研究用の品種改良、そしてペットとしての品種改良が行われたために、性質・行動等も原産種とは大きく異なる。飼育環境における近隣種との交雑もあるため、近隣種の性質を強く受け継いだ個体もあり、遺伝的にも野生の原産種と完全に同一とは言えない。

## 野生環境での生態
砂漠とステップ域の中間にあたる草がまばらに生えた砂地環境で生息する。冬場の気候は涼しく乾燥しており、夏は暑く日中は約50℃まで上昇する。しかし、年を通しての平均気温は20℃前後であり、個体としての生活／活動する適温も20-26℃程度の間であり、それ以上でもそれ以下でも活動性は低下する。これは、水分代謝の機能の関係上、体の温度を下げる能力を持たないためであり、そのため、自らの体温より数℃以上高温の環境に置かれた場合、数時間以内に死亡することがある。
生息地の厳しい気候のため天敵は少なく、中型から大型の鳥類とヘビが生息する地域ではそれらが天敵となるのみである。野生環境では巣穴を掘り、通常α雄とα雌のペアとその子供達の組み合わせのコロニーを形成して生息する。巣内ではα雄とα雌のみが繁殖する。一つのコロニーの縄張りは300から1,500平方メートルとされる。

## 実験動物としての需要
数多くの医療／科学実験に用いられる。著名な例としては
- てんかんの研究 - - 飼育されているMeriones unguiculatusのおよそ2割はてんかん体質であり、それに関する研究が進められている。
- 老化現象の研究 - 実験環境での脳の老化、及び、腎臓、膵臓などの主要器官の詳しい研究データが蓄積されている。
- アルツハイマー、痴呆症の研究 - 脳に関する研究が最も進んでいるネズミ目の生物であり、また、老化に関するデータが豊富なため用いられる。
- 腫瘍の研究 - 癌等の悪性腫瘍の研究に多く用いられる。
- 宇宙開発 - 排尿をあまり行わず、水分をあまり体外に排出しない性質が、閉塞された実験空間での飼育に向いているため用いられる。

## ペットとしての飼育
寿命は一般的な飼育環境で通常2年から3年が実質的な目安である。通常ペット参考書籍などでは、3年から5年が目安とされる。また、英国のNational Gerbil Societyのサイトでは2年から4年と記載されている。ただし、医療処置を受けられる環境に飼われた個体によっては5年から6年程度の一般飼育例もある。

## 毛並みの遺伝子研究および交配
毛並みの遺伝子が広く研究されており、複数の毛並みとそれに関連する遺伝子が報告されている。
現在、毛並みに関係するとされる遺伝子型は下記の通り。
|   | Agouti Locus | Albino Locus | Dilute Locus | Extension Locus | Grey Locus | PinkEye Locus | Spot Locus |
| - | ------------ | ------------ | ------------ | --------------- | ---------- | ------------- | ---------- |
| 1 | AA           | CC           | DD           | EE              | GG         | PP            | Sp+        |
| 2 | Aa           | Cch          | Dd           | ee              | gg         | pp            | ++         |
| 3 | aa           | chch         | dd           | efef            | Gg         | Pp            |            |
| 4 |              | chcb         |              | Ee              |            |               |            |
| 5 |              | cbcb         |              | Eef             |            |               |            |
| 6 |              | Ccb          |              |                 |            |               |            |

また、複数の各種OSに対応した遺伝子パターン計算ソフトウェアが出ている。

### 代表的な毛色の遺伝子配列
多くの毛色は、ペットショップなどでは、他の毛色名と混同して用いられる。最も顕著な例は、通名で白/アルビノとして飼われる種類。厳密には、数種類の違う遺伝子配列が白色を発生させることが知られている。NGS名は英国NGSで採用されている約41種類の分類を参照。
- 通称 アグーチ/茶　NGS名：ゴールデンアグーチ（Golden Agouti）

Ax Cx Dx Ex Gx Px ++
- 通称 シナモン/ゴールデン　NGS名：アージェンテゴールデン（Argente Golden）

Ax CC Dx Ex Gx pp ++
- 通称 シナモン/クリーム　NGS名：アージェンテクリーム（Argente Cream、日本ではシナモンと良く混同される）

Ax Cch xx/Dx Ex Gx pp

### 繁殖
雌の排卵期間は4から5日、間隔は6から7日程度。雌の排卵は2歳程度まで行われる。
通常の妊娠期間は23から27日。5から7匹を平均で生む（年齢に拠る差が大きく、それより少数を生む例も、多数を生む例もあり）。生後10から12日で目が開く。乳離れは通常3週間程度。通常生後3から4週目に雄雌の判別を行う。

## 品評会
英国、米国などのNGS、AGS及び類似団体が存在する国では、主にペットのスナネズミ（モンゴリアン・ジャービル）の品評会が毎年開かれる。
品評会では、毛並み、左右対称、爪、尾、目、耳、健康状態などが評価される。また、ペットとしての資質も評価される。
AGSでは7から8のカテゴリに分類されて品評される。
- セルフ（ナツメグ、シルバーナツメグ、黒、ライラック、レッドフォックス、REW、PEW、BEW）の毛色品種
- ホワイトベリー（ゴールデン・アグーチ、グレイ・アグーチ、DEH、アージェンテ、ポーラーフォクス、アイボリークリーム、イエローフォックス）その他腹の白い品種
- カラーポイント（DTW、サイヤミーズ、バーミーズ、CPスレート、CPナツメグ）
- その他（ハニークリーム、シャンペーン、シュメル、シルバーポイント、他）
- ホワイトスポット
- パイド
- モトルド（斑）
- 子供（生後6から12週間まで）